# Saint-Sylvain, Corrèze
Saint-Sylvain är en kommun i departementet Corrèze i regionen Nouvelle-Aquitaine i de centrala delarna av Frankrike. Kommunen ligger  i kantonen Argentat som tillhör arrondissementet Tulle. År 2022 hade Saint-Sylvain 132 invånare.

## Befolkningsutveckling
Antalet invånare i kommunen Saint-Sylvain
Referens:INSEE